# Comuna Novovodeane, Kameanka-Dniprovska
Novovodeane (în ucraineană Нововодяне) este o comună în raionul Kameanka-Dniprovska, regiunea Zaporijjea, Ucraina, formată din satele Novoukraiinka, Novovodeane (reședința) și Prîmirne.

## Demografie
Componența lingvistică a comunei Novovodeane
     Ucraineană (89,16%)
     Rusă (10,49%)
     Alte limbi (0,23%)
Conform recensământului din 2001, majoritatea populației comunei Novovodeane era vorbitoare de ucraineană (89,16%), existând în minoritate și vorbitori de rusă (10,49%).